# Novela policíaca

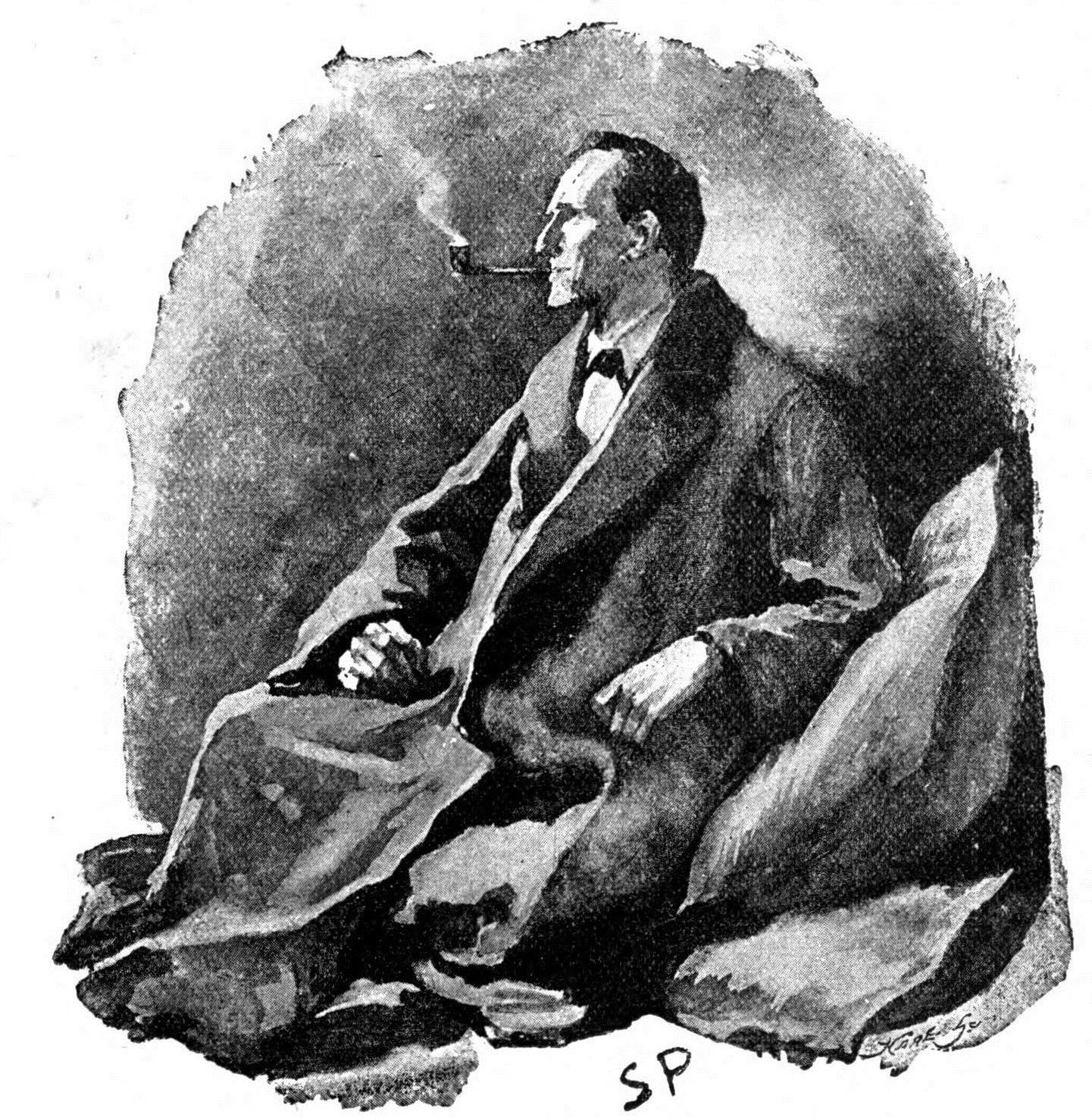
Sherlock Holmes por Sidney Paget.

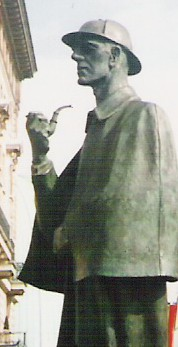
Estatua de Sherlock Holmes en Londres (Inglaterra).

La novela policíaca, policiaca, policial, detectivesca o, con más amplitud y precisión, la novela criminal, es una clase de textos o género literario dentro de la novela, que es a su vez un subgénero de la narrativa.

## Elementos
El protagonista suele ser un investigador privado o detective (por ejemplo, Hercules Poirot de Agatha Christie o Frank Molina de Mario Mendoza), o un policía (Maigret de Georges Simenon), periodista (Gálvez de Jorge Martínez Reverte), abogado (Perry Mason de Erle Stanley Gardner), criminalista o aficionado (Sherlock Holmes de Arthur Conan Doyle, la Miss Marple de Agatha Christie, el padre Brown de G. K. Chesterton, el viejo del rincón de Emmuska Orczy, el profesor de literatura Gervase Fen de Edmund Crispin, el recluso Isidro Parodi de Honorio Bustos Domecq, la señorita Magdalena Payne de la autora Emma Murdock Van Deventer Lawrence L. Lynch...) que investigan un hecho o una serie de acontecimientos que se han producido entrevistándose con los personajes implicados o examinando las pruebas e indicios que han quedado del crimen. Inversamente, también puede tratarse de un delincuente que trata de librarse de las consecuencias de sus actos (el Ripley de Patricia Highsmith). Además, la novela policiaca, en su modalidad de novela negra, posee una habilidad especial para retratar problemas morales, sociales y colectivos, en la mayor parte de las ocasiones con un elevado nivel de conciencia crítica.
Aunque al principio solamente se mostraban los hechos y las investigaciones del detective, después se fue poniendo mayor énfasis en la vida y motivaciones del delincuente y en las raíces socioculturales de la delincuencia (novela negra).
La novela negra evolucionó y se vulgarizó gracias a su éxito en colecciones populares hacia los subgéneros literarios pulp como el hard boiled o el thriller (suspense). El relato criminal puede además mezclarse o hibridarse incluso con la novela fantástica, la ciencia ficción o la novela histórica. Las novelas policíacas poseen todas ellas una línea común que otorga cohesión a esta modalidad literaria, pero, al mismo tiempo, son tan diferentes entre ellas como distintos son los numerosos autores que han cultivado, y cultivan, este tipo de narrativa.

## Antecedentes
Aunque el género policial comienza cerca de los años 1840, se han encontrado textos de hace más de 2000 años que se asimilan a este estilo. Un claro ejemplo es la obra de Sófocles Edipo rey, una tragedia griega en la que el protagonista, Edipo, lleva a cabo una investigación en la que se da cuenta de que él mismo es el culpable; y en el Libro de Daniel del Antiguo testamento este profeta realiza investigaciones para esclarecer los misterios relativos a la Historia de Bel y el Dragón y la Historia de Susana; todo parece indicar que se trata de relatos de origen tradicional incluidos en este libro y son ya, de hecho, cuentos policiales.
Es un género tan moderno como la misma narrativa de ciencia ficción y se desarrolló, como ella, para responder a una demanda sociocultural concreta durante los siglos XIX y XX; en sus inicios fue calificada como "literatura barata" o "subliteratura", porque el crimen era de por sí un tema antiestético y que se pensaba no podía alcanzar trasfondo moral o artístico. La gente leía en los periódicos casos de crímenes o crónicas de sucesos cuya evolución seguía hasta su resolución; incluso se editaron colecciones de volúmenes que contenían transcripciones o resúmenes de procesos judiciales famosos por su morbosidad, su carácter escandaloso, su violencia o los altos personajes involucrados; el creador del género fue el abogado francés François Gayot de Pitaval (1673–1743), quien publicó 23 volúmenes de Causes célèbres et intéressantes entre 1734 y 1743, incesantemente reimpresos y continuados, hasta el punto de que dio nombre al género de las causes célebres: pitaval. 
Les crimes célèbres (1839-41) es una colección de ocho volúmenes de pitavals dirigida por Alejandro Dumas que tuvo un gran éxito en Francia, y fue imitada en Gran Bretaña (English causes célèbres, or, Reports of remarkable trials, Londres, 1840), entre otros países. En España la colección de Dumas fue traducida en parte y ampliada por otros folletinistas, Manuel Angelón y Eduardo de Inza, en sus Crímenes célebres (1858) con otras historias y otros libros: Nouvelles causes célèbres ou, Fastes du crime (1842-1843, 6 vols.), Dramas judiciarios y Los mártires de la libertad. La colección de Dumas se tradujo al italiano en 1861-62. Esas son algunas de las raíces de la novela policiaca moderna.
Entre las obras que dieron origen a este tipo de escritos se encuentran varias manifestaciones literarias que expresaban inquietud ante lo inexplicado, como la novela gótica o de horror (siglo XVIII), en donde se presentaban crímenes terroríficos (El Monje de Matthew Lewis, 1796; Frankenstein, 1818) de Mary Shelley. Algunas veces, como en este último ejemplo, se intentaban explicar esos terrores recurriendo a la ciencia y a la lógica. Pero faltaba el personaje que apaciguara la resolución de ese nuevo tipo de angustias de sesgo fundamentalmente moderno que ya ni la religión ni la superstición podían calmar en el alma fundamentalmente materialista de la burguesía o clase media, triunfante en el siglo XIX.
Por otra parte, la naciente novela de aventuras del Romanticismo describía un difícil o accidentado viaje protagonizado generalmente por un héroe que encarnaba las virtudes de su tiempo y conseguía vencer todo tipo de dificultades. Faltaba el escritor de genio que uniese estos tres elementos: la crónica de sucesos, el misterio horrible e inexplicado y el héroe aventurero que consigue resolverlo por procedimientos ajustados a una nueva mentalidad lógica y materialista, propia de la clase media o burguesía.

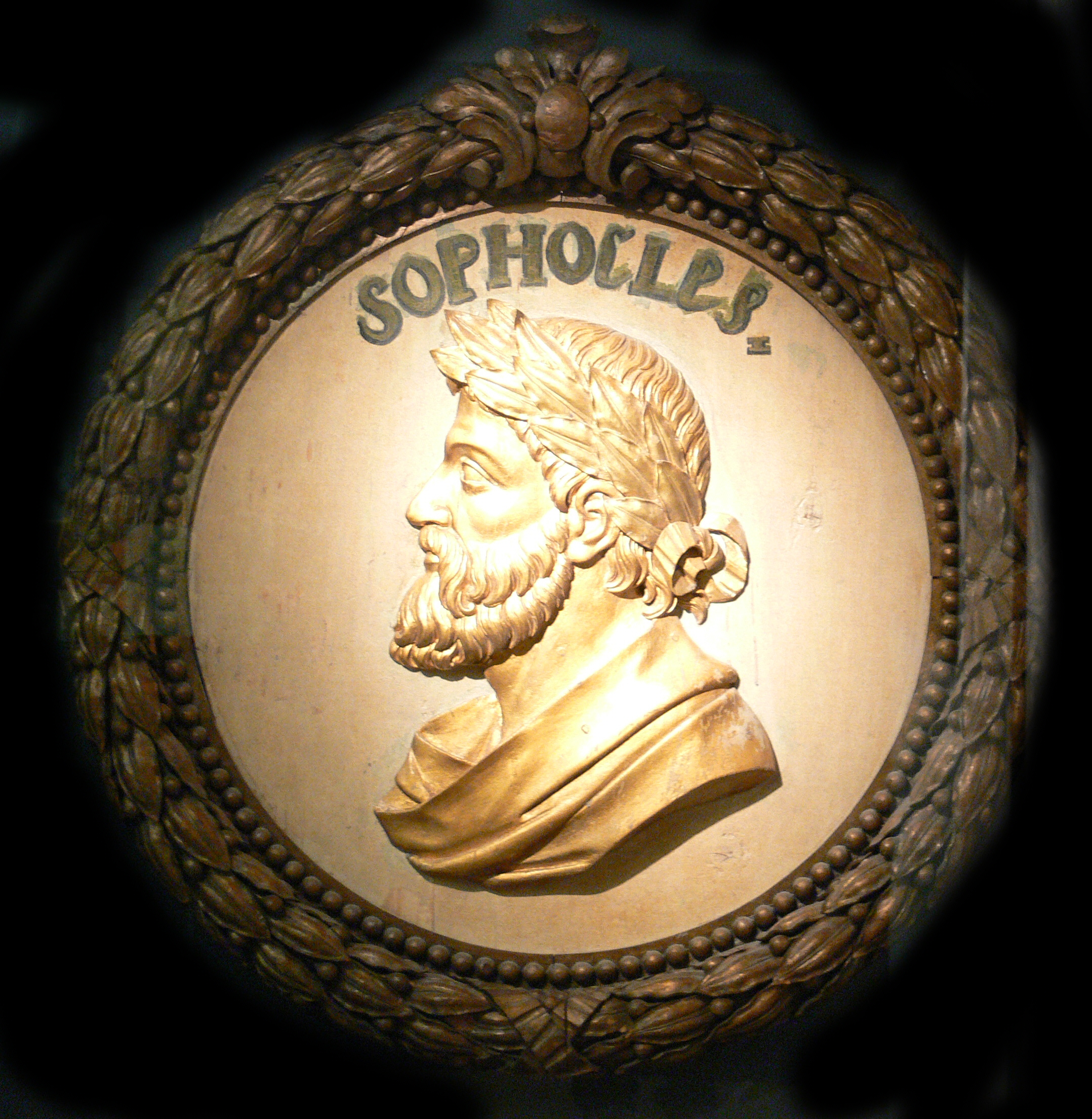
Efigie de Sófocles.

Al mismo tiempo se organizaban los primeros cuerpos estatales de Policía. Y un antecedente histórico importante para el desarrollo del relato criminal fue la creación de la primera institución policial en Prusia (1822) y después en Londres (1829): la famosa policía metropolitana o Scotland Yard. En esos años también se prohibió la tortura para la confesión de los criminales, y comenzaron a buscarse indicios para que un sospechoso confesara su culpabilidad por medios menos cruentos, por ejemplo, enfrentándole a los hechos y pidiéndole explicaciones. Otro hito fue la creación de la Agencia Nacional de Detectives Pinkerton en 1850, en Estados Unidos, que empezó a desarrollar los procedimientos de una nueva ciencia, la criminalística.

## La creación del género

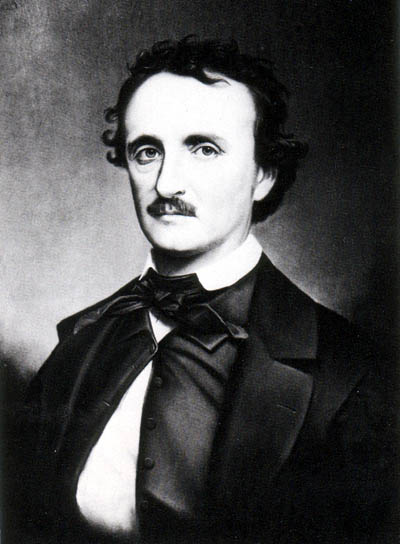
Edgar Allan Poe.

Como uno de los pocos géneros literarios creados por la modernidad la literatura policíaca se ha ido convirtiendo, con el correr de los años, en un acontecimiento cultural de gran magnitud, como prueba su creciente difusión y la estimable calidad literaria de algunos autores que la han cultivado. La génesis de la novela policíaca tiene cabida gracias al estadounidense Edgar Allan Poe con sus cuentos Los crímenes de la calle Morgue (1841), El misterio de Marie Rogêt (1842-1843), La carta robada (1844) y El escarabajo de oro (1843). Los tres primeros fueron protagonizadas por Auguste Dupin, el primer detective de ficción, que sirvió de modelo a uno de los personajes arquetípicos del género, el detective Sherlock Holmes de Sir Arthur Conan Doyle, quien considera dos aspectos al resolver un crimen: se fundamenta en deducciones y se obliga a no adivinar nada. Finalmente llega a conclusiones razonadas, como una máquina lógica perfecta. Doyle, junto a Agatha Christie y otros autores, llevaron el género a su madurez, formando la llamada escuela inglesa de novela policíaca, caracterizada por un desarrollo casi matemático de la trama, centrada en la resolución del enigma a través de pistas y piezas que deben encajarse, fórmula intelectualizada y psicológica en sus mejores momentos, que es desenvuelta casi siempre en espacios interiores y en estratos sociales de clase alta. Entre los ingleses merece también citarse a Wilkie Collins quien, con La piedra lunar (The Moonstone, 1868) es considerado como uno de los precursores del género (T. S. Eliot). En Rusia, hay que citar desde luego a Alexándr Andréyevich Shkliarevski (1837 - 1883), quien anticipa ya el subgénero de la novela negra. 
Se puede decir que el origen de la novela criminal o de misterio tiene una fecha concreta. En 1844, Søren Kierkegaard publica El concepto de angustia, e inmediatamente después ve la luz El cuervo, del propio Poe. No hay una coincidencia fruto de la casualidad. Hay un estrecho margen de tiempo, más bien, en el que la causalidad hace su trabajo. ¿Por qué aparece la novela policíaca? Es el miedo, la “filosofía de la angustia” o “de la inseguridad” de la que habla Kierkegaard, quien reina en el alma de la gente. En una época convulsa aparece la neurosis de la sociedad industrial. Algunos autores aprovecharán incluso este hecho para opinar sobre el origen social de la novela policíaca desde un enfoque marxista.
Más allá de proyecciones de teorías políticas, lo que parece seguro es que el hombre decimonónico estaba necesitado de este género, como lo estamos ahora. En cierta manera todo encaja con la definición de Thomas Narcejac:
«La novela policíaca es un relato donde el razonamiento crea el temor que se encargará luego de aliviar».
Si leemos novela de misterio es porque sabemos que la vida es algo impredecible. Necesitamos ver cómo se restablecen el orden social y nuestra fe en la justicia, todo ello mediante el caminar exacto de la investigación racional. Estamos carentes de esa confianza de la que hablábamos al principio, lo que nos lleva a pedir a gritos ocultas intrigas que se revelen gracias a la inteligencia. Es de nuevo Narcejac quien opina sobre este hecho:
«Claude Bernard anunciaba a Edgar Poe. La investigación polarizaba toda la atención. Pasó a ser la aventura por excelencia, el gesto del espíritu que lleva la antorcha al corazón de las tinieblas. Bastaría con que el investigador fuera un detective y el misterio adquiriera la forma de complot, para que naciera la novela policíaca.»
«La deducción aparecía como la ambiciosa voluntad de la inteligencia que pretendía prescindir de la experiencia.» “Le roman policier”, 1958.
La escuela estadounidense de novela policíaca, por el contrario, constituida principalmente por Carroll John Daly, Dashiell Hammett, Raymond Chandler y Jim Thompson y forjada en los días de la Gran Depresión, criticó el escaso realismo de esas novelas, dejó en segundo lugar la importancia del enigma y lo subordinó a la suspensión, siempre con el fin de subrayar los aspectos sociales del crimen y la denuncia de una sociedad corrupta, contribuyendo a crear la llamada novela negra, de ambientación urbana y callejera, y donde se devuelve el crimen a la calle y a los ambientes miserables donde más se suele cometer, de forma que se cuestionen los valores éticos y materialistas de la sociedad capitalista y de consumo, como responsable en última instancia del crimen. De esa forma se pasó de la novela policiaca realista a la novela policiaca naturalista (bien su versión para consumo de masas, el hard-boiled, bien en su versión más elaborada y literaria: la novela negra).

### Reconocimiento internacional
En sus comienzos, el género policíaco no fue bien recibido en la sociedad, las personas que eran críticas del cine y también las que no, decían que era literatura barata o cine barato, cerca de 1910 a 1950 se consideraba así, pero cambió al llegar las guerras, en especial la Segunda Guerra Mundial. El género se transformó en algo parecido a la crítica, y la gente comenzó a través de la literatura y el cine a darse cuenta de lo que pasaba.
Varios escritores o cineastas comenzaron a incluir escenas de la guerra en sus producciones, haciendo que las personas tomaran conciencia de lo que estaba sucediendo, tal vez no tan directamente sino en metáforas.

## Corrientes
El género policiaco posee dos vertientes principales.
La primera, cronológicamente hablando, fue la escuela inglesa, centrada en la resolución puramente intelectual de un crimen, sin que el análisis de los aspectos sociales y morales del crimen tengan en ella una preponderancia clara; suele ambientarse en los sectores altos de la sociedad y su autor característico es Agatha Christie; las intrigas de este tipo de escuela son muy elaboradas y complejas.
La segunda es la escuela estadounidense, centrada en la llamada novela negra que en parte es una evolución de la escuela inglesa pero donde se considera el crimen en su verdadero contexto social y moral, y describiendo el entorno donde más se suele dar, las clases bajas y marginales de la sociedad. Sus maestros son escritores como Dashiell Hammett y Raymond Chandler. La novela negra concede importante papel a la agresividad y la acción, su tempo es rápido, mientras que la escuela inglesa posee un tempo moroso y un estilo más meditativo y tranquilo.
Como un subgénero puede destacarse lo que se llama la novela negra invertida, narración en donde el criminal y su crimen son descritos bien al principio de la obra, y sin esconder elementos.

### Escuela inglesa
La escuela inglesa se diferencia por tener aspectos más tranquilos y el personaje principal (el detective) se encuentra en un rango social más alto que el de la novela negra. Trata los casos con paciencia y los resuelve con un gran análisis lógico y empírico de las pruebas (el llamado whodunit) que lo llevará a saber quién es el culpable sin tener que recurrir a la violencia o al uso de armas. Fue fundada por Arthur Conan Doyle, Agatha Christie, Dorothy L. Sayers, Arthur Morrison, Ronald Knox, P. D. James y Edmund Crispin, y sus principios fueron establecidos por el llamado Detection Club. Al margen de este grupo hay que mencionar a Elizabeth Mackintosh, más conocida por su pseudónimo de Josephine Tey, quien creó un híbrido de novela histórica y policiaca y es considerada por algunos autora de la mejor novela policiaca inglesa de todos los tiempos, The Daughter of Time (1951).

### Escuela norteamericana
La escuela norteamericana, de novela negra o hard-boiled, por el contrario, se engendra y desarrolla en unas circunstancias sociales específicas a raíz de la Gran Depresión, que marca en la literatura policial la entrada de un cierto Naturalismo:
- Un apartamiento de la intención evasiva y el surgir de una honda preocupación social y retorno al realismo en ambientes, fondos, personajes, temas y estilo.

- Aparición de nuevos escenarios tocados por la crisis y la corrupción…

- Un público proletario, trabajador, de clase baja y escaso poder adquisitivo, que pedía un lenguaje y unos fondos poco floreados, claros, entendibles y directos, impresos no en libro de tapa dura, sino en revistas, en forma de relatos cortos y papel económico o de mala calidad, el "papel de pulpa" o pulp.

La experimentación formal y la búsqueda estilística quedaba a menudo en segundo plano. Recurre más a la violencia y al uso de armas, se exponen temas como la indiferencia por el color de piel (racismo) o por el lugar de nacimiento (nacionalismo), más que todo en las víctimas pero también en los detectives. Los crímenes no se dan ya en ambientes elitistas, sino que se desarrollan donde son más frecuentes: en ámbitos donde impera la pobreza o donde aparecen personajes marginados y desheredados. El detective casi siempre recurre a la violencia y a las armas para obtener la información que lo llevarán a saber quien es culpable. Sus fundadores fueron Dashiell Hammett y Raymond Chandler. Su planteamiento quedó establecido en el cuento Los asesinos de Hemingway. Este cuento es al género negro lo que Los crímenes de la calle Morgue de Poe es al policíaco inglés. En "Los asesinos" aparecen los que serán las características del género negro: predominancia del diálogo, y narración limpia y objetiva. El relato detectivesco "negro" prototípico es el hard-boiled, divulgado a través de revistas como Black Mask, Detective Store o Dime Detective, por autores como Dashiell Hammett, Erle Stanley Gardner, Carroll John Daly, y el propio Raymond Chandler; formuló sus principios en The Simple Art of Murder ("El simple arte de matar", 1950) de Chandler, tiene su institución en la asociación Mystery Writers of America y, aparte de importantes escritores norteamericanos de la misma como Jim Thompson, Patricia Highsmith, William Irish, Chester Himes, Ross Mcdonald, William R. Burnett, James M. Cain, Stanley Ellin, y James Hadley Chase, entre otros muchos, cuenta también con una importante nómina de cultivadores en las demás literaturas europeas e hispanoamericanas: Georges Simenon, Manuel Vázquez Montalbán, Leonardo Sciascia, Lorenzo Silva o Andrea Camilleri, por ejemplo, entre un número tan crecido que no es posible hacer cuenta exacta. 
Las características del género negro (galicismo que se debe a la Série noire de la editorial francesa Gallimard), en su modalidad hard-boiled, son:
- Narración en primera persona.
- Lenguaje coloquial, sin eufemismos, y con uso de argots callejeros.
- Medias tintas en cuanto a los valores éticos: el detective a veces infringe la ley y los criminales son ocasionalmente honrados, o pretenden serlo.
- Cinismo profundo en el carácter de un detective protagonista, de vuelta de todo.
- Pérdida de importancia del proceso de identificación de un culpable.
- Filosofía vital estoica y, a veces nihilista, en el detective.

### Escuela española
En España surge con fuerza la novela policíaca en el último cuarto del siglo XX y convertida en un género político con el que hacer una disección social y una crítica cultural, como espacio para la resistencia política y el análisis subversivo de una realidad, los últimos años de la dictadura franquista. Para Manuel Vázquez Montalbán, la novela negra da al delito una dimensión social urbana y se ubica en un cuestionamiento del capitalismo permitiendo toda una serie de relaciones humanas. Para él, la novela negra permite superar el realismo socialista o realismo crítico.
La novela policíaca y la novela política que comparten una etimología común se complementan. En España y en los países hispanos empieza a ser una realidad y un género equiparable a las escuelas francesa, inglesa y norteamericana cuando surgen las garantías jurídicas y los cambios políticos y sociales de las democracias modernas.

#### Federico Mediante Noceda
Mediante fue pionero de la novela policíaca en España y un prolífico escritor de la llamada novela popular. Muchos de sus autores eran opositores a Franco, represaliados en la postguerra que hicieron de esas obras, como él mismo, su medio de subsistencia.
Fue el caso de Marcial Lafuente Estefanía, general de Artillería en la República y autor de 2.600 novelas; de Eduardo Guzmán, escritor de Aurora de sangre, base de la película Mi hija Hildegart; de José Mallorquí, creador de El Zorro; de Corín Tellado, Sautier o Enrique Jarnés, artífice de Diego Valor…
Antes de la Guerra, Federico Mediante estaba vinculado al anarquismo, trabajaba como explicador de cine y publicó algún relato corto. Al estallar la contienda, se refugió en Ribadeo donde su hermano fundara el céntrico Café Mediante, que aún regentaba.
Cuando concluye la lucha, regresa a Madrid tras limpiar su historial republicano y anarquista. Y entonces se dedica de lleno, hasta su muerte, a escribir novelas populares.
Entre otras, publicó en Editorial Rollán El rey del hampa, Guerra de gangsters o Espías en la noche, con el seudónimo de Fred Baxter. En Cisne, Sombras siniestras, La señorita detective o Pájaros de cuenta, como Federico Mediante, y El castillo de los cuervos, Nido de hampones o El gran secreto, como H.A. Waytorn. En la Biblioteca Iris, El diablo chino, El gringo o Mares blancos, con su nombre, y Hombres de bronce o Simpático aventurero, con el de su esposa. Y en Argos, varias obras más firmadas con su nombre. Su producción fue muy amplia y abarcó novelas de gauchos -El puñal de Atahualpa, Alma de gaucho, Los bandoleros de la Pampa, etc.-, de vaqueros -El correo de Arizona, El vaquero vagabundo, La ciudad de los cuatreros…-, policíacas -Senderos perdidos, El cazador de hombres…- y de otros géneros populares.

## Evolución del género
El género en los últimos años, cambió en bastantes formas, de las cuales se pueden observar claramente dos:
(1) la mezcla de la novela negra y la escuela inglesa, que dieron como resultado detectives con armas y entrenados para su uso (novela negra), al mismo tiempo 
(2) también se sigue viendo el análisis que se hace para resolver el caso junto a la observación (escuela inglesa).
Una de las razones de esa mezcla es que ahora la mayoría de novelas policiacas que se ven por la televisión, son producidas en Estados Unidos de América, lugar en el cual se creó la novela negra; sin embargo, aún se conservan los rasgos de análisis y observación de la escuela inglesa, tal vez porque la hacen más interesante.

### Influencia en cine y televisión
El género policíaco se introdujo en el cine entre los años 1910 y 1930, más que todo cuando el cine sonoro llegó por primera vez. De esa forma, varias novelas de escritores mencionados anteriormente, fueron llevadas al cine.
En el cine, el género ganó más popularidad que en los libros, aunque generalmente solo personas de clase alta podían asistir al espectáculo porque era bastante caro. La fama de estas películas siguió por varios años hasta que decayó cerca de los años 1950.

### Influencia en cómics
El primer ejemplo de este nuevo género es Dick Tracy (1929) de Chester Gould, todavía con un dibujo caricaturesco y una extraña galería de villanos, que influiría en series como Batman (1938) de Bill Finger y Bob Kane, Spirit (1940) de Will Eisner o El Inspector Dan de la Patrulla Volante (1947) de Eugenio Giner, mezcladas ya con la historieta de superhéroes, el costumbrismo y la sátira, o el terror, respectivamente.